# Лава (суд)
Лава - судовий орган у Речі Посполитій, Великому князівстві Литовському та Гетьманщині у 17-19 столітті. Створювався на підставі Магдебурзького права. Розглядав переважно кримінальні справи.
До складу Лави входив на правах голови війт і власне лавники, яких було від 4 до 12 членів. Підсудними Лаві були не лише громадяни певного міста, але й інші особи, зокрема станові козаки на Гетьманщині, якщо їх інтереси перехрещувалися з мешканцями міста.

## Історія
Прикмета лавних судів України - використання у судочинстві Статутів Великого князівства Литовського та навіть звичаєвого права. Апеляція на рішення лавного суду в Україні подавалася до полкових судів та полкових канцелярій. Там же затверджувалися вироки лавних судів у кримінальних справах. Після зречення від влади Гетьмана Кирила Розумовського, лавні суди Гетьманщини виведено з-під юрисдикції полкових канцелярій. Відтак до 1782 року (а фактично й довше - аж до 1790) вони формально підлягали Генеральному військовому суду.
Лавні суди в Україні ліквідовано після Польського повстання 1830-1831, але найдовше вони протрималася у Києві (1834). Не зважаючи на формальну ліквідацію, риси лавного судочинства, закоріненого у Магдебурзькому праві, існували у Чернігівській та Полтавській губернії аж до 1920-х років.
Принципи звичаєвого права широко використовувалися у часи УНР, а також у період відсутності центральної влади на багатьох територіях у 1918-1920 роках. Так, у станових козацьких селах Чернігівщини кару смерті присуджували односельцям сім уповноважених осіб (зокрема, у селі Голінка 1918 страчено станового козака Петра Гузя), що фактично відтворювало схеми лавних судів Гетьманщини із шістьма лавниками та головуючим війтом.

## Дослідження Лави
Історію та специфіку лавних судів досліджувала Комісія ВУАН для виучування звичаєвого права України (1918-1934). Цінні наукові дані зібрані С. Іваницьким-Василенком, І. Кристаловським, О. Хруцьким та іншими.